# 散热片

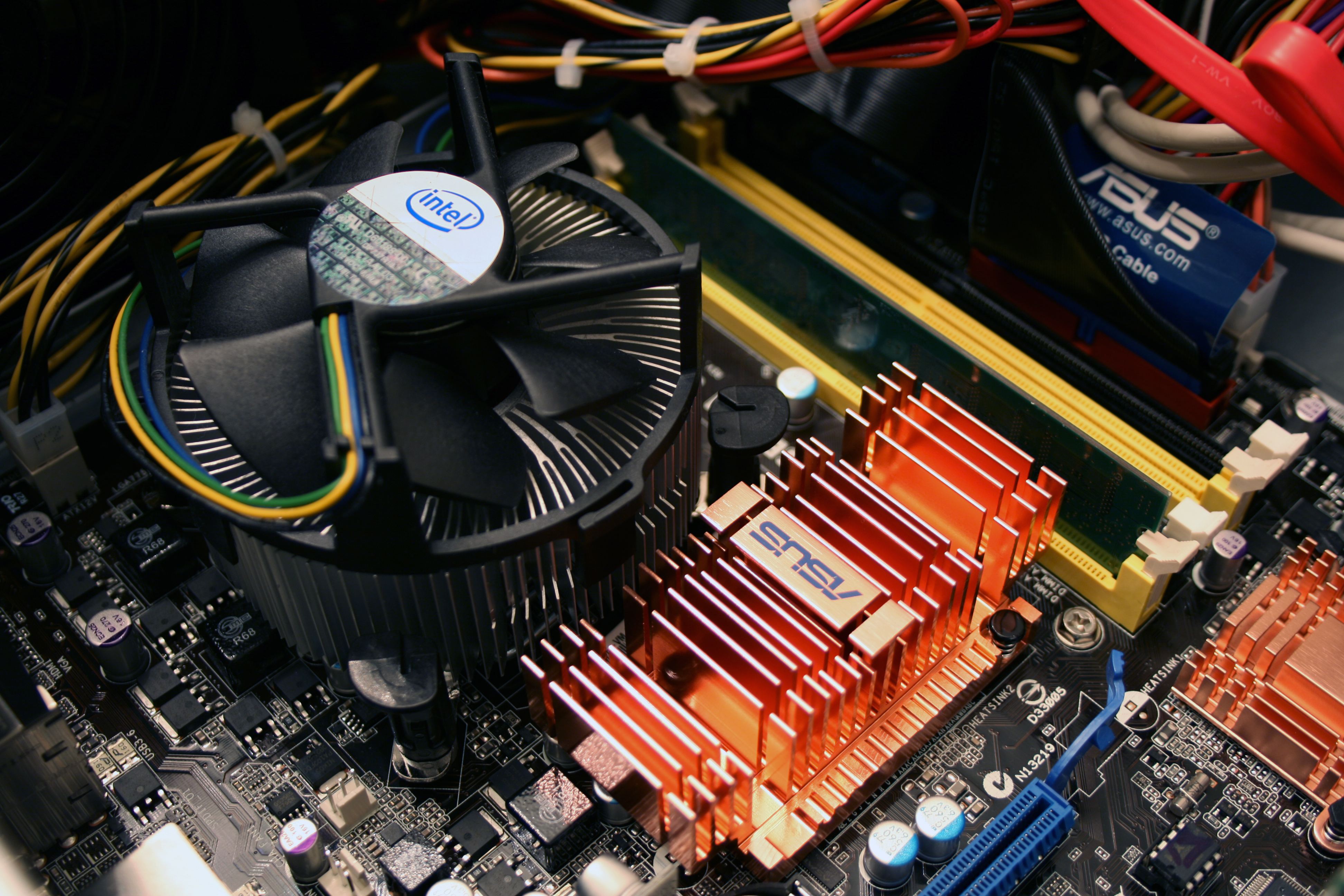
主機板上的散热片和CPU上散热片加風扇組成的散熱模組

散熱片是一種以複合的熱交換模式來散熱的東西，它在電子工程設計的領域中被歸類為「被動性散熱元件」，以導熱性佳、質輕、易加工之金屬（多為鋁或銅，銀則過於昂貴，一般不用）製成，並且貼附於發熱物體表面。
散熱片不需要額外的驅動能源就能執行散熱，是最典型的被動性散熱元件。除此之外熱導管（heat pipe）也是近年來日益普及與推崇的被動性散熱元件，至於主動式散熱元件則有散熱風扇（用馬達、電力驅動）、水冷循環等。
為了強化散熱片的散熱效率，一般還會採取兩個手段，一是與發熱表面間不採行直接貼附接觸，而是在兩接面間追加塗抹「導熱膏」，導熱膏能夠加強熱傳導效率，勝過兩金屬直接貼觸，另一則是增加散熱片的散熱面積，增加面積的方式即是將散熱片以溝槽化方式設計，以溝槽來增加散熱面積。

## 傳熱原理
散熱器將熱能從高溫設備轉移到低溫流體介質。流體介質通常是空氣，但也可以是水、冷媒甚至油。如果流體介質是水，散熱器通常被稱為冷板。在熱力學中，散熱器是一種可以吸收任意熱量而不會顯著改變溫度的熱庫。電子設備的實際散熱器必須具有高於周圍環境的溫度，才能透過對流、輻射和傳導傳遞熱量。電子設備的電源並不是絕對高效的，因此會產生多餘的熱量，這可能會損害設備的功能。因此，設計中包含了散熱器來散熱。
傅氏熱傳導定律表明，當物體內部存在溫度梯度時，熱量會從溫度較高的區域傳遞到溫度較低的區域。熱量透過傳導傳遞的速率， {\displaystyle q_{k}}，與溫度梯度和熱量傳遞的橫截面積的乘積成正比。當將其簡化為x方向的一維形式時，可以表示為：
{\displaystyle q_{k}=-kA{\frac {dT}{dx}}.}

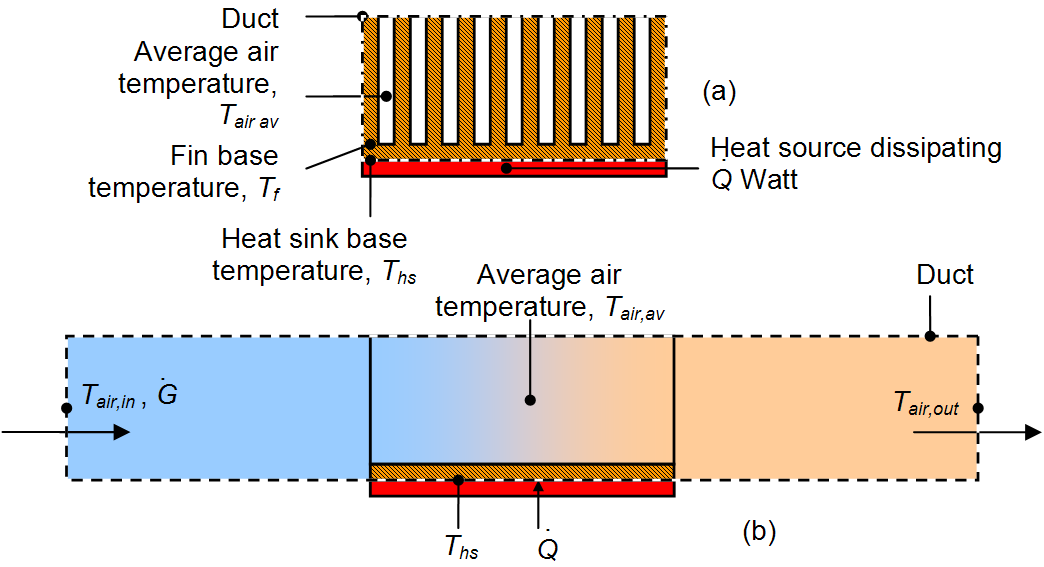
用於計算能量守恆定律和牛頓冷卻定律的控制方程式的管道中散熱器草圖

對於管道中的散熱器，當空氣流過管道時，散熱器底座通常比流過管道的空氣更熱。對於穩態條件，將能量守恆定律和牛頓冷卻定律應用於圖中所示的溫度節點，可得到下列方程組：
{\displaystyle {\dot {Q}}={\dot {m}}c_{p,{\text{in}}}(T_{\text{air,out}}-T_{\text{air,in}}),}
{\displaystyle {\dot {Q}}={\frac {T_{\text{hs}}-T_{\text{air,av}}}{R_{\text{hs}}}},}
where
{\displaystyle T_{\text{air,av}}={\frac {T_{\text{air,in}}+T_{\text{air,out}}}{2}}.}
{\displaystyle {\dot {m}}} 是空氣質量流量，單位為 kg/s
{\displaystyle c_{p,{\text{in}}}} 是進入空氣的比熱容，單位為 J/(kg °C)
{\displaystyle {R_{\text{hs}}}} 是散熱器的熱阻
使用平均空氣溫度是一個對於相對較短的散熱器有效的假設。計算緊湊型熱交換器時，使用對數平均空氣溫度。
上述方程式顯示：
- 當流過散熱器的空氣減少時，就會導致平均空氣溫度升高。這反過來又會增加散熱器的基準溫度。另外散熱器的熱阻也會增加。最終結果是散熱器基底溫度升高。

本文後面將顯示散熱器熱阻隨流速降低而增加的情況。
- 入口空氣溫度與散熱器基準溫度密切相關。例如，如果產品中有空氣再循環，則入口空氣溫度不是環境空氣溫度。因此散熱器的入口空氣溫度較高，這也導致散熱器基底溫度較高。
- 如果散熱器周圍沒有氣流，能量就無法傳輸。
- 散熱器並不是一種「像海綿一樣吸收熱量並將其送到平行宇宙的神奇能力」的裝置。[1]

自然對流需要空氣在散熱器上自由流動。如果散熱片沒有垂直對齊，或者散熱片之間的距離太近，導致它們之間沒有足夠的空氣流通，那麼散熱器的效率就會下降。

## 設計因素

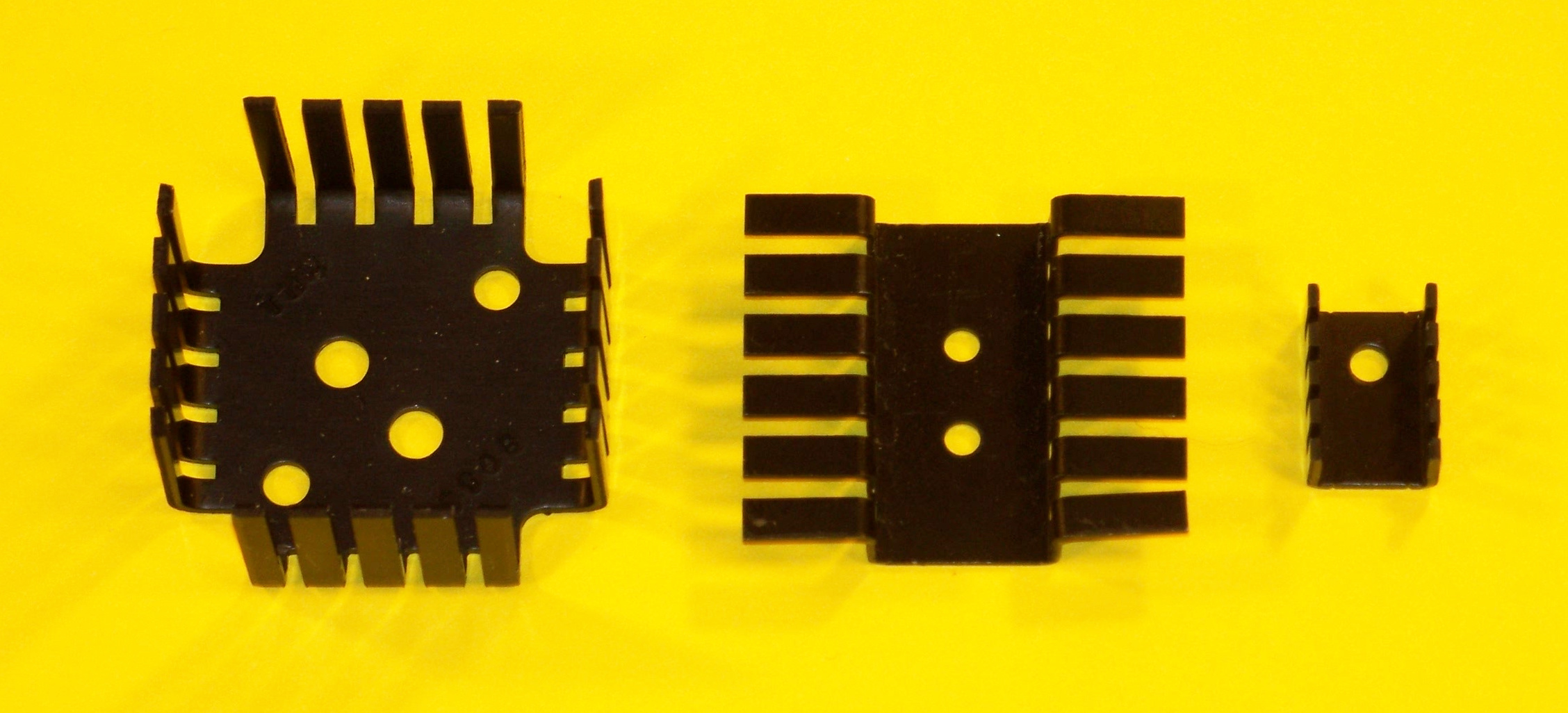
功率晶體管散熱器。左邊為TO-3封裝，右邊為TO-220封裝，中間為兩個TO-220。

### 熱阻
對於各種消費和工業電子產品中使用的半導體裝置，熱阻的概念簡化了散熱器的選擇。半導體晶片和周圍空氣之間的熱流被建模為一系列熱流阻力；從晶片到設備外殼、從外殼到散熱器以及從散熱器到周圍空氣都存在阻力。這些電阻的總和是從晶片到周圍空氣的總熱阻。熱阻定義為每單位功率的溫升，類似於電阻，以每瓦攝氏度(°C/W)為單位表示。如果知道裝置的耗散功率（單位為瓦特），並計算出總熱阻，那麼就可以計算出晶片相對於周圍空氣的溫升。
半導體散熱器的熱阻的概念是一種近似值。它沒有考慮設備或散熱器上熱量的不均勻分佈。它只模擬熱平衡系統，不考慮溫度隨時間的變化。它也不能反映出輻射和對流相對於溫度上升的非線性。然而，製造商將散熱器和半導體裝置的熱阻典型值製成表格，從而簡化了商業製造的散熱器的選擇。
商用擠壓鋁散熱器的熱阻（散熱器到周圍空氣）範圍從用於TO-3裝置的大型散熱器的0.4 °C/W到用於TO-92小塑膠外殼的夾式散熱器的85 °C/W。 TO-3 外殼中流行的2N3055功率電晶體從接面到外殼的內部熱阻為1.52 °C/W。設備外殼和散熱器之間的接觸熱阻可能在0.5 至 1.7 °C/W之間，具體取決於外殼尺寸和油脂或絕緣雲母墊圈的使用情況。

### 材料
散熱器應用的材料應具有高熱容量和熱導率，以便吸收更多的熱能而不會轉向非常高的溫度並將其傳輸到環境中以實現有效冷卻。最常見的散熱器材質是鋁合金。 1050 鋁合金具有較高的熱導率值之一，為 229 W/(m·K)，熱容量為922 J/(kg·K)，但機械性能較軟。常用的鋁合金有 6060（低應力）、6061、6063，熱導率值分別為166、201 W/(m·K)。該值取決於合金的韌性。一體式鋁散熱器可以透過擠壓、鑄造、刮削或銑削製成。
銅在導熱性、耐腐蝕性、抗生物淤積和抗菌性方面具有優異的散熱性能（另請參閱熱交換器中的銅）。銅的熱導率約為鋁的兩倍，純銅的熱導率約為 400 W/(m·K)。其主要應用在工業設施、發電廠、太陽能熱水系統、暖通空調系統、燃氣熱水器、強制空氣加熱和冷卻系統、地熱加熱和冷卻以及電子系統。
銅的密度是鋁的三倍，且價格較貴，且延展性不如鋁。一體成型銅散熱器可以透過刮削或銑削製成。金屬片散熱片可以焊接到矩形銅體上。

### 鰭片效率
翅片效率是決定高導熱性材料重要性的參數之一。散熱器的翅片可以看作是一個平板，熱量從一端流入，流向另一端時被耗散到周圍的流體中。當熱量流過翅片時，由於散熱器的熱阻阻礙流動，加上對流造成的熱量損失，翅片的溫度以及因此傳遞給流體的熱量將從翅片的底部到末端降低。翅片效率定義為翅片實際傳輸的熱量除以翅片等溫時的熱傳導（假設翅片具有無限的熱導率）。這些方程式適用於直翅片：
{\displaystyle \eta _{\text{f}}={\frac {\tanh(mL_{c})}{mL_{c}}},}
{\displaystyle mL_{c}={\sqrt {\frac {2h_{\text{f}}}{kt_{\text{f}}}}}L_{\text{f}},}
其中，
hf 為翅片傳熱係數:
空氣中 10 至 100 W /（m2·K），
水中為 500 至 10,000 W /（m2·K），
k 為翅片材料的熱傳導率:
鋁為 120 至 240 W /（m·K），
Lf 為翅片高度（m），
tf 為翅片高度（m）。
透過降低翅片長寬比（使其更厚或更短），或使用導電性更強的材料（例如，用銅代替鋁）可以提高翅片效率。

### 鰭片佈置

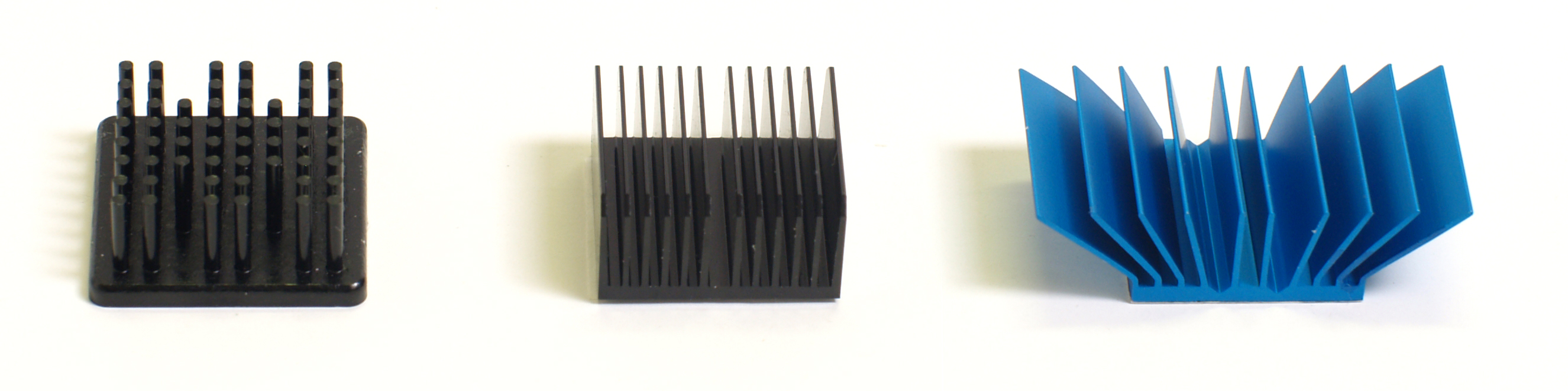
散熱器類型：針狀、直狀和喇叭狀散熱片

針狀散熱器是一種具有從底座延伸出的針腳的散熱器。銷釘可以是圓柱形、橢圓形或方形。第二種散熱器翅片結構是直翅片。直翅片散熱器的變體是橫切散熱器。第三種類型的散熱器是喇叭狀翅片散熱器，其中翅片彼此不平行。將翅片張開可減少流動阻力，使更多的空氣通過散熱器翅片通道；否則，更多的空氣將會繞過散熱片。傾斜它們可以保持整體尺寸相同，但可以提供更長的鰭。右圖顯示了三種類型的範例。
Forghan 等人 發表了對針狀翅片、直翅片和喇叭翅片散熱器進行的試驗數據。他們發現，當空氣接近速度較低時（通常約 1 公尺/秒），其熱性能比直翅片散熱器至少好 20%。 Lasance 和 Eggink 還發現，在他們測試的旁路配置中，喇叭口散熱器的性能優於其他經過測試的散熱器。

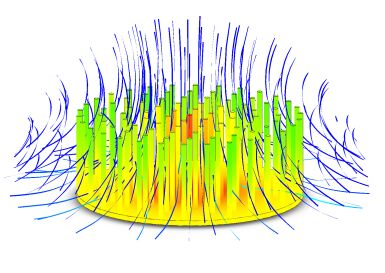
針狀散熱器周圍的自然對流

一般來說，散熱器的表面面積越大，其性能越好。實際性能取決於設計和應用。針翅散熱器的概念是在任意流體流動方向上工作時，在給定的體積內填充盡可能多的表面積。 Kordyban 比較了類似尺寸的針翅式散熱器和直翅片散熱器的性能。雖然針狀翅片的表面面積為 194 cm2，而直翅片的表面積為 58 cm2，但對於針狀翅片來說，散熱器底座與周圍空氣之間的溫差為 50 ℃，而對於直翅片來說，散熱器底座與周圍空氣之間的溫差為 44 ℃，比針狀翅片好 6 ℃在最佳應用中，流體沿著針腳軸向流動而不是僅沿針腳切向流動，此時針翅散熱器的性能明顯優於直翅片。
| 散熱片類型 | 寬度 [cm] | 長度 [cm] | 高度 [cm] | 表面積 [cm2] | 體積 [cm3] | 溫差, T外殼e − T空氣 [°C] |
| ---------- | --------- | --------- | --------- | ------------ | ---------- | ------------------------- |
| 直狀       | 2.5       | 2.5       | 3.2       | 58           | 20         | 44                        |
| 針狀       | 3.8       | 3.8       | 1.7       | 194          | 24         | 51                        |

### 表面顏色

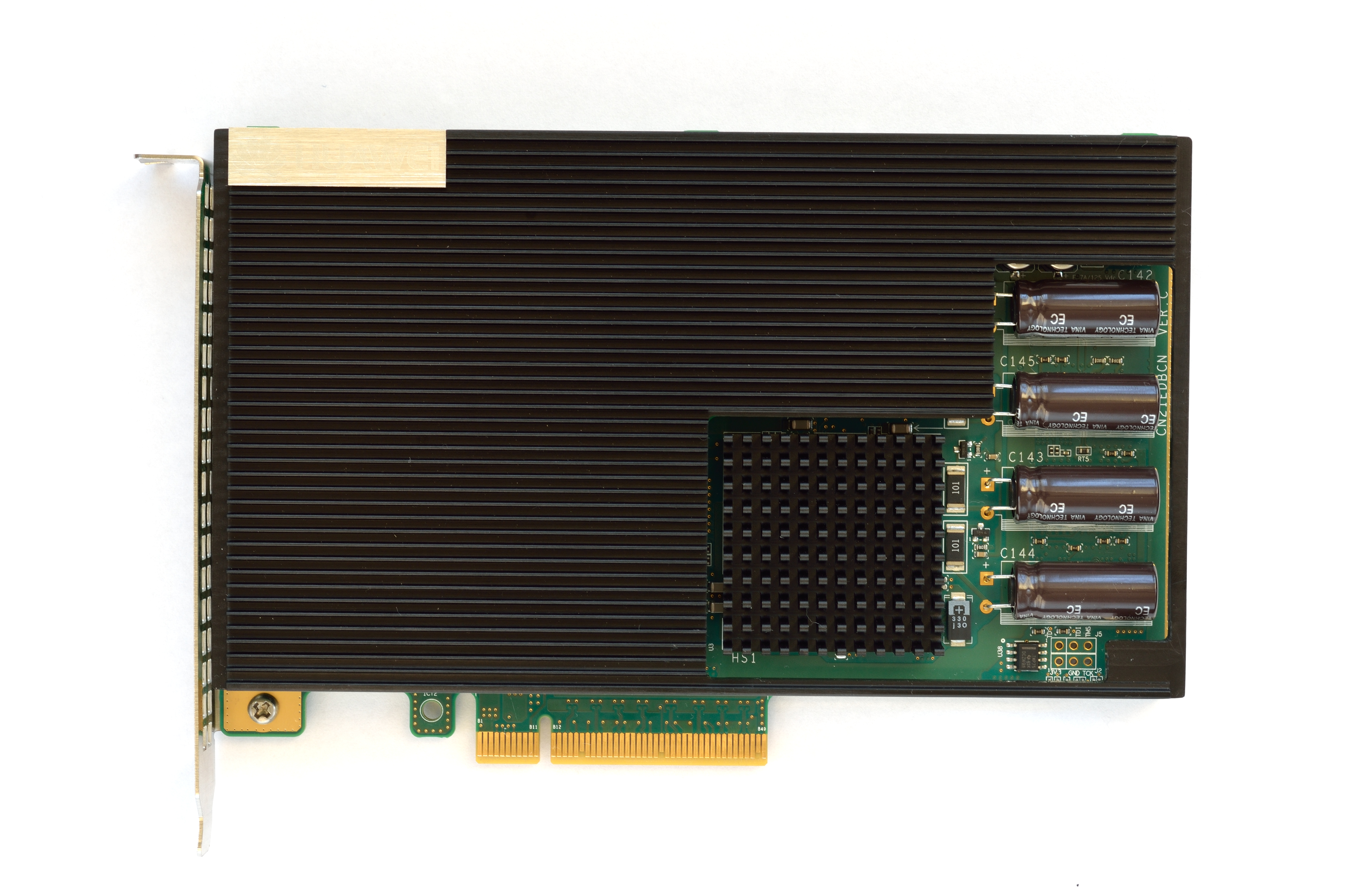
帶有黑色散熱器的服務器級閃存卡

散熱器的熱量透過周圍空氣的對流、空氣傳導和輻射傳播。
輻射傳熱是散熱器溫度和散熱器光耦合周圍環境溫度的函數。當這兩個溫度都在 0 °C 到 100 °C 的範圍內時，與對流相比，輻射的貢獻通常很小，而這個因素通常被忽略。在這種情況下，無論是在自然對流或強制流動下運作的翅片散熱器都不會受到表面發射率的顯著影響。
在對流較低的情況下，例如氣流較低的平坦無翅片面板，輻射冷卻可能是一個重要因素。這裡的表面特性可能是重要的設計因素。霧面黑色表面的輻射效率比閃亮的裸露金屬高得多。有光澤的金屬表面發射率較低。材料的發射率很大程度上取決於頻率，並且與吸收率有關（閃亮的金屬表面的吸收率很小）。
在真空或外太空中，沒有對流傳熱，因此在這些環境中，輻射是控制散熱器和環境之間熱流的唯一因素。對於太空中的衛星來說，其面向太陽的 100 °C（373 K） 表面將吸收大量輻射熱，因為太陽表面溫度接近 6,000 K（5,730 °C） ，而面向深空的相同表面將輻射大量熱量，因為深空的有效溫度只有幾克耳文。

## 工程学应用

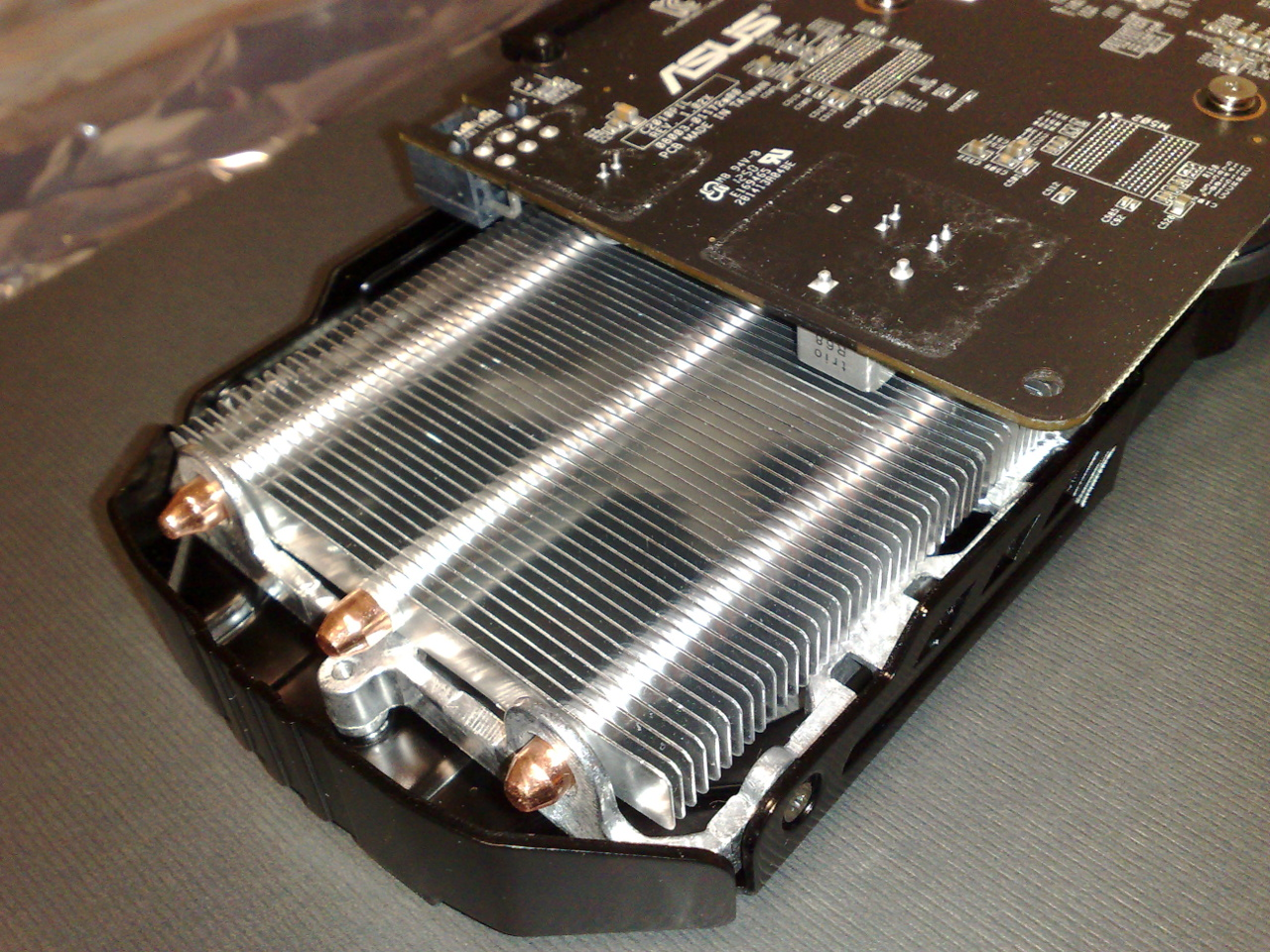
华硕GTX-650显卡的冷却系统；可见三根热管

### 微处理器冷却
散热是电子产品和电路不可避免的副产品。一般来说，设备或组件的温度将取决于组件对环境的热阻，以及组件散发的热量。为了确保组件不会过热，热工程师寻求找到从设备到环境的有效热传递路径。传热路径可以是从组件到印刷电路板 (PCB)、到散热器、到风扇提供的气流，但在所有情况下，最终都会到达环境。
另外两个设计因素也会影响热设计的热或机械性能：
1. 将散热器安装在组件或处理器上的方法。这将在附着方法一节中讨论。
2. 对于相互接触的两个物体之间的每个界面，界面上都会出现温度降。对于这样的复合系统，界面上的温降可能是可观的。 [11]这种温度变化可能归因于所谓的接触热阻。 [11]热界面材料 (TIM) 降低了接触热阻。

#### 附着方法
随着组件功耗的增加和组件封装尺寸的减小，热工程师必须进行创新以确保组件不会过热。 运行温度较低的设备使用寿命更长。 散热器设计必须同时满足其散热和机械要求。 对于后者，组件必须在合理的冲击和振动下与其散热器保持热接触。 散热器可以是电路板的铜箔，也可以是安装在元件或电路板上的单独散热器。 连接方法包括导热胶带或环氧树脂、线形Z形夹、扁平弹簧夹、支座垫片和安装后末端会膨胀的推销。

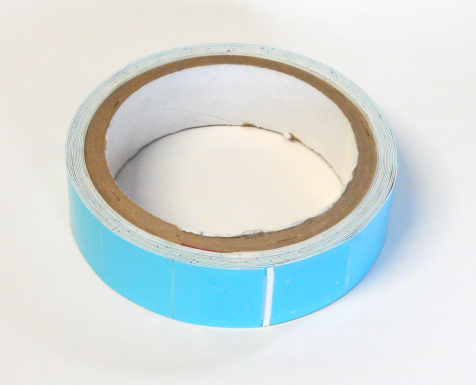
一卷导热胶带。

##### 导热胶带
导热胶带是最具成本效益的散热器附着材料之一。 它适用于低质量散热器和低功耗组件。它由导热载体材料组成，每侧都有压敏粘合剂。
将此胶带粘贴到散热器的底部，然后将其连接到组件上。以下是影响导热胶带性能的因素：
1. 组件和散热器的表面必须清洁，没有残留物，例如硅脂薄膜。
2. 预紧压力对于确保良好接触至关重要。压力不足会导致与截留空气不接触的区域，并导致界面热阻高于预期。
3. 较厚的胶带往往会在不平坦的组件表面上提供更好的“润湿性”。 “润湿性”是带在组件上的接触面积百分比。然而，较厚的胶带比较薄的胶带具有更高的热阻。从设计的角度来看，最好通过选择提供最大“润湿性”和最小热阻的胶带厚度来达到平衡。

##### 环氧树脂
环氧树脂比胶带更昂贵，但在散热器和组件之间提供了更好的机械结合，以及提高了导热性。 选择的环氧树脂必须为此目的而配制。 大多数环氧树脂是由两部分组成的液体配方，在应用于散热器之前和将散热器放置在组件上之前，必须彻底混合。 然后环氧树脂将固化指定的时间，该时间可以从 2 小时到 48 小时不等。 在更高的温度下可以实现更快的固化时间。 涂有环氧树脂的表面必须清洁且没有任何残留物。
散热器和组件之间的环氧树脂键是半永久性/永久性的。 这使得返工非常困难，有时甚至是不可能的。 返工造成的最典型损坏是组件芯片散热器与其封装的分离。

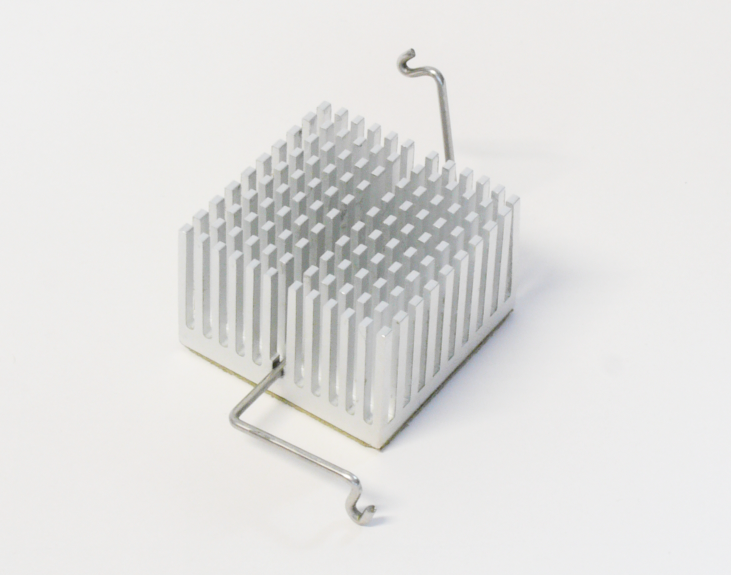
带有 Z 形夹固定器的针式散热器。

##### 线型Z形夹
比胶带和环氧树脂更昂贵的线型Z形夹以机械方式连接散热器。 要使用Z形夹，印刷电路板必须有锚。 锚可以焊接到板上，也可以推入。 任何一种类型都需要在板上设计孔。 必须允许使用 RoHS 焊料，因为这种焊料的机械强度低于传统的 Pb/Sn 焊料。

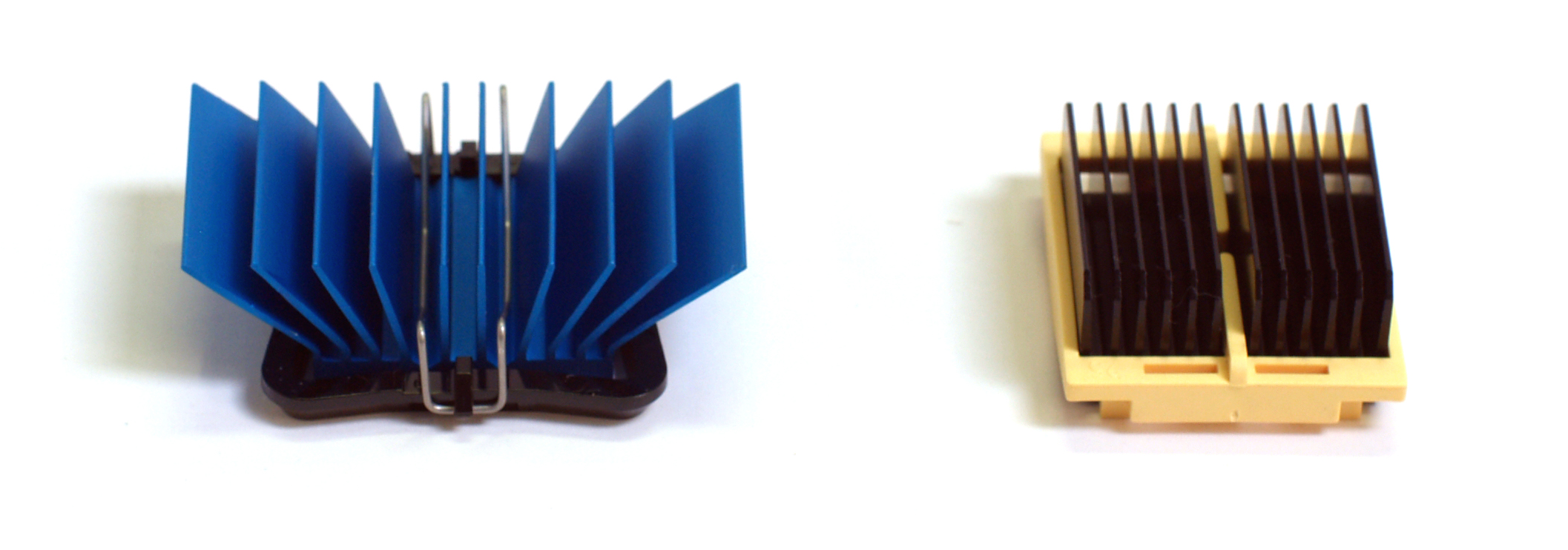
两种散热片连接方法，即 maxiGRIP（左）和 Talon Clip（右）。

要使用Z形夹进行组装，请将其一侧连接到其中一个锚点上。 使弹簧偏转，直到夹子的另一侧可以放置在另一个锚中。 偏转会在组件上产生弹簧负载，从而保持非常好的接触。 除了Z形夹提供的机械连接外，它还允许使用更高性能的热界面材料，例如相变类型的。

##### 夹子
可用于处理器和球栅阵列 (BGA) 组件，夹子允许将 BGA 散热器直接连接到组件。 夹子利用了由球栅阵列 (BGA) 在元件底面和 PCB 顶面之间产生的间隙。 因此，夹子不需要 PCB 上的孔。 它们还允许轻松返工组件。

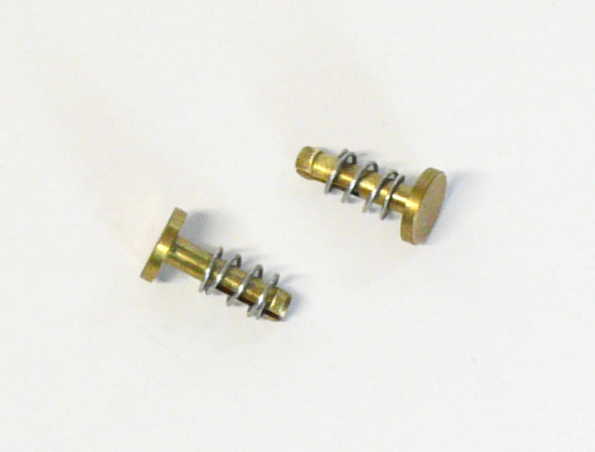
一对推销

##### 带压缩弹簧的推销
对于更大的散热器和更高的预紧力，带有压缩弹簧的推销非常有效。 推销通常由黄铜或塑料制成，末端有一个与 PCB 上的孔接合的柔性倒钩； 安装后，倒钩会保留销钉。 压缩弹簧将组件固定在一起并保持散热器和组件之间的接触。 在选择图钉尺寸时需要小心。 过大的插入力会导致模具开裂和随之而来的组件故障。

##### 带压缩弹簧的螺纹支架
对于非常大的散热器，螺纹支架和压缩弹簧连接方法是无可替代的。 螺纹支架本质上是带有内螺纹的中空金属管。 一端用螺钉穿过 PCB 上的孔固定。 另一端接受压缩弹簧的螺钉，完成组装。 典型的散热器组件使用两到四个支架，这往往使其成为最昂贵的散热器附件设计。 另一个缺点是需要在 PCB 上打孔。
| 方法                 | 优点                                                                | 缺点                                                                                         | 成本   |
| 导热胶带             | 容易连接。价格不贵。                                                | 无法为较重的散热器或高振动环境提供机械连接。 必须清洁表面以获得最佳附着力。 中等至低导热率。 | 非常低 |
| 环氧树脂             | 强机械附着力。相对便宜。                                            | 使电路板返工变得困难，因为它会损坏组件。 必须清洁表面以获得最佳附着力。                      | 非常低 |
| 线型Z形夹            | 强机械连接。容易去除或重修。对热界面材料施加预紧力，提高热性能。    | 需要板上的孔或焊接锚。 比胶带或环氧树脂贵。 定制设计。                                       | 低     |
| 夹子                 | 对热界面材料施加预紧力，提高热性能。 不需要孔或锚。 易于拆卸/返工。 | 必须在 BGA 周围为夹子设置“禁区”。 额外的组装步骤。                                           | 低     |
| 带压缩弹簧的推销     | 强大的机械连接。 最高的热界面材料预载荷。 易于拆卸和安装。          | 需要在板上打孔，这会增加 PCB 走线的复杂性。                                                  | 中等   |
| 带压缩弹簧的螺纹支架 | 最强的机械连接。 热界面材料的最高预紧力。 大型散热器的理想选择。    | 需要在板上打孔，这会增加走线布局的复杂性。 复杂的组装。                                      | 高     |

### 发光二极管灯

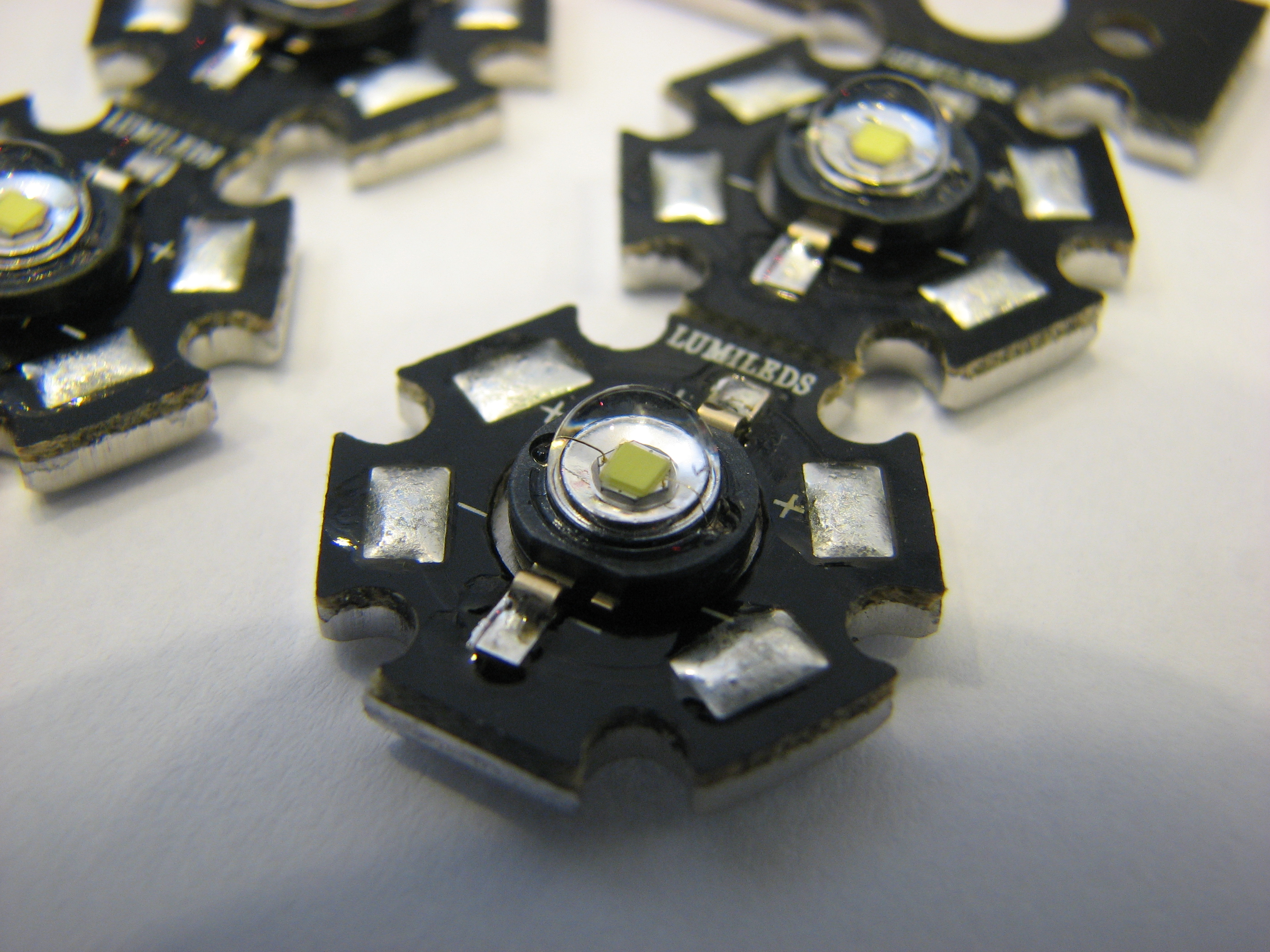
的大功率 LED，安装在 21 毫米星形铝芯 PCB 上

发光二极管 (LED) 的性能和寿命是其温度的强函数。 因此，有效的冷却至关重要。一个基于 LED 的筒灯的案例研究显示了一个计算示例，以计算有效冷却照明系统所需的散热器。 该文章还表明，为了获得对结果的信任，需要多个独立的解决方案来给出相似的结果。具体来说，实验、数值和理论方法的结果都应在 10% 差异以内，以使结果具有较高的可信度。

### 焊接
焊接电路板时有时会使用临时散热器，以防止过热损坏附近敏感的电子设备。在最简单的情况下，这意味着使用重金属鳄鱼夹、止血钳或类似夹子部分夹住组件。设计为通过回流焊接组装的现代半导体器件通常可以承受焊接温度而不会损坏。另一方面，磁簧开关等电气元件如果暴露在较热的烙铁下可能会发生故障，因此这种做法仍然非常流行。 

## 相關連結
- 熱導管
- 散熱模組